# Jacob Jacob
Jacob Jacob (Jacob Two-Two) est une série télévisée d'animation canadienne en 62 épisodes de 22 minutes, créée d'après les livres éponyme de Mordecai Richler et diffusée entre le 1er septembre 2003 et le 3 septembre 2006 sur YTV.
Au Québec, la série a été diffusée à partir du 3 janvier 2004 sur VRAK.TV, et en France, sur TF1 dans l'émission TF! Jeunesse et depuis le 5 janvier 2004 sur Télétoon.

## Synopsis
Jacob est un jeune garçon qui multiplie les aventures. Il possède un talent certain pour se tirer d'affaire lorsque les choses tournent mal. Son seul défaut est qu'il répète les choses deux fois comme lorsqu'il entend « C'est super! » il dit « C'est super! C'est super! ».

## Fiche technique
- Productrice : Wendy Errington
- Producteurs exécutifs : Paul Robertson, Doug Murphy, Michael Hirsh, Scott Dyer, Peter Moss
- Réalisateur : Sean Jeffrey
- Scénaristes : Hugh Duffy, Peter Sauder, Dale Schott, Brian Lasenby

## Voix

### Voix françaises
- Hippolyte de Poucques : Jacob Jacob
- Delphine Moriau : Basile
- Carole Baillien : Noah
- Julie Basecqz : Emma
- Géraldine Frippiat : Renée
- David Pion : Daniel
- Stéphane Excoffier : Florence, la mère de Jacob
- Jean-Paul Dermont : Morty, le père de Jacob
- Christophe Hespel : Duchesne
- Peppino Capotondi : Léonard "Léo" Ouzbek
- Michel Hinderyckx : Principal Legoulu
- Nathalie Hons : Mlle Pète-sec
- Jennifer Baré : Marta
- Jean-Pierre Denuit : Brainy, Manny Kadetski, Pukey
- Martin Spinhayer : Gary / Croc du diable

Version française :
- Studio : Dubbing Brothers Belgique
- Directeur artistique : Myriam Thyrion et Jean-Pierre Denuit
- Adaptation : Brigitte Duquesne et Françoise Ménébrode

## Personnages

### Famille
Jacob Jacob
Il est le personnage principal de la série. Il est le dernier de sa famille et est souvent ignoré par les autres, c'est pour cela qu'il répète toujours les choses deux fois, d'où son surnom.
Morty
C'est le père de Jacob Jacob. Il est l'auteur des livres « L'Incroyable Ronald » qui sont basées sur l'histoire de Mordecaï Richler.
Florence
Elle est la mère de Jacob Jacob.
Noah et Emma
Ce sont des jumeaux, qui sont aussi la grande sœur et le grand frère de Jacob Jacob. Ils aiment beaucoup lire et adorent le catch. Ils considèrent Jacob Jacob comme un moins que rien. Ensemble ils forment un groupe de justiciers nommé « Kid Power ».
Daniel
Le frère ainée de Jacob Jacob.
Marta
La sœur ainée de Jacob Jacob.
Auntie Goodforyou
La tante de Jacob Jacob.
Zadie Saul
Le papi paternel de Jacob Jacob.

### Alliés
Basile
De son nom complet "Buford Orville Gaylord Pugh" en VO, il est le meilleur ami de Jacob Jacob avec lequel il résout tous les problèmes et vit beaucoup de péripéties.
Renée Ratelle
Une amie de Jacob Jacob.
Barnaby Dinglebat
Dinglebat est le voisin de Jacob Jacob. C'est un espion international travaillant pour le CMIST (Canadian Ministry of Intrigue, Spying and Tattling). Jacob l'aide parfois, lui et son hamster agent secret nommé Intrépide, sur des missions top secrètes.
Gary a.k.a. The Hooded Fang
Un catcheur.
Miss Darling Sweetiepie
Une vieille voisine.
Melinda Green
Une génie de mathématique.
YB Greedyguts
Le frère jumeaux de Principal Legoulu, au contraire de son frère il est gentil.
Agent Intrepid
Un hamster.
Claude LaToque
Un fantôme du passé.

### Ennemis
Principal Legoulu
Il est le principal de l'école de Jacob Jacob. Il est énorme, très gourmand, méchant, vaniteux, mais surtout il déteste Jacob Jacob.
Mlle Pète-sec
C'est la professeur de Géographie de Jacob Jacob. Elle a toujours un air méchant imprimé sur son visage et son seul plaisir est de punir ses élèves et en particulier Jacob Jacob. Son plus grand secret est qu'elle est une grande fan de hockey.
Leo Louse
Le concierge sournois.
Wilson, Quiggley and Duschane
Le trio qui tyrannise Jacob Jacob.
Lloyd
Un fan de comics arrogant.
Miss Louse
La mère de Leo Louse.
Carl Fester King
Un escroc.
Fish & Fowl
Le duo de vilains.

### Neutres
Nurse Bunyan
La soigneuse qui attire l'attention de Leo Louse.
Miss Bella Bountiful
La cuisinière de la cantine.
Ann
Une androïde.
Brainy
Un fan de comics.

## Épisodes

### Première saison
1. Crocs du diable
2. Le souterrain secret
3. La carte porte-bonheur
4. Drôle de cuisine
5. Le roi de l'info
6. La chasse au trésor
7. La mèche rebelle
8. Le grand concours
9. Il faut sauver le gymnase
10. Le brunch dominical
11. Le bonnet géant
12. Le fantôme
13. Le monstre gélatine

### Deuxième saison
1. Le démon baveur
2. La machine à remonter le temps
3. Tricher n'est pas jouer
4. L'étrange agent double
5. Jacob Jacob le grand manitou
6. L'équipe de choc
7. Les mystères de l'hypnose
8. La fontaine de jouvence
9. Les tours de magie
10. Le raton-laveur
11. Le voleur de chats
12. L'horloge à patates
13. La rivale de Renée

### Troisième saison
1. Jacob Jacob et ses doubles
2. Jacob Jacob héros malgré lui
3. Jacob Jacob et le film d'horreur
4. Jacob Jacob et l'exposé sur les bébés
5. Jacob Jacob et le hockey du bon vieux temps
6. Jacob Jacob et le singe Bobo
7. Jacob Jacob et le jumeau de Legoulou
8. Jacob Jacob et les paires de chaussettes
9. Jacob Jacob et les beignets à la confiture
10. Jacob Jacob débrouille l'embrouille
11. Jacob Jacob et le rat de bibliothèque
12. Jacob Jacob et le monstre marin
13. Jacob Jacob l'acteur maudit

### Quatrième saison
1. Jacob Jacob et les fondants de Tatie Vitamines
2. Jacob Jacob et les espions venus du froid
3. Jacob Jacob prend du pois
4. Jacob Jacob et mademoiselle Cannelle
5. Jacob Jacob et le super ordinateur
6. Jacob Jacob et Camomille
7. Jacob Jacob et le jour de la Saint-Valentin
8. Jacob Jacob et l'avaleur de déchets
9. Jacob Jacob et le voyage dans le temps
10. Jacob Jacob et la course au diamant
11. Mission « panique à bord »
12. Jacob Jacob et la magie d'Halloween
13. Jacob Jacob et le sou en bois

### Cinquième saison
1. Basile et son ange gardien
2. Écrivain en herbe
3. Les lunettes roses
4. Les bandes dessinées
5. Le voleur d'odeur
6. Le cadeau parfait
7. Les tomates géantes
8. L'esprit de vaincre
9. Jacob Jacob et Arti Arti
10. Le fauteuil des jours glorieux